# Mihai Ivăncescu
Mihai Ivăncescu (ur. 22 marca 1942 w Hliboce, zm. 2 stycznia 2004 w Braszowie) – rumuński piłkarz występujący na pozycji obrońcy.
W 1967–1968 rozegrał 3 mecze w reprezentacji Rumunii. Był rezerwowym na Mistrzostwach Świata 1970